# E125 (trasa europejska)
E125 – trasa europejska bezpośrednia północ-południe, biegnąca z Iszymia w Rosji przez Kazachstan do Torugartu na granicy z Chinami w Kirgistanie.

## Stary system numeracji
Do 1985 obowiązywał poprzedni system numeracji, według którego oznaczenie E125 dotyczyło trasy: Dublin – Port Laoise – Limerick – Port lotniczy Shannon.

### Drogi w ciągu dawnej E125
Lista dróg opracowana na podstawie materiałów źródłowych
| Irlandia | - droga nr 5: Dublin – Naas - droga nr 5: Naas – Port Laoise - droga nr 7: Port Laoise – Roserea – Nenagh – Limerick - droga E125: Limerick – Shannon - droga E125: Shannon – Port lotniczy Shannon |